# لئو کوماروف
لئو کوماروف (روسی: Леонид Александрович Комаров؛ زادهٔ ۲۳ ژانویهٔ ۱۹۸۷) بازیکن هاکی روی یخ اهل فنلاند است.